# Caryocar gracile
Caryocar gracile är en tvåhjärtbladig växtart som beskrevs av Max Carl Ludwig Wittmack. Caryocar gracile ingår i släktet Caryocar och familjen Caryocaraceae. Inga underarter finns listade i Catalogue of Life.